# C. K. Prahalad

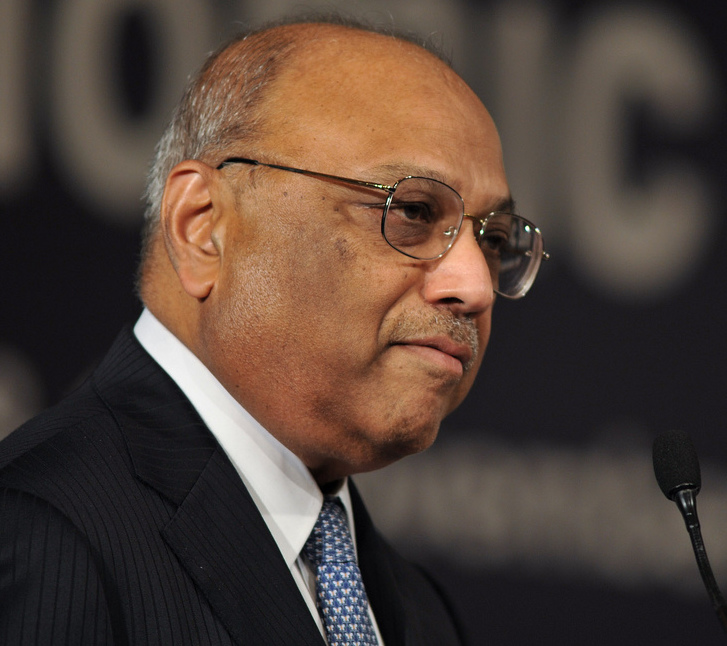
COIMBATORE KRISHNARAO PRAHALAD

Coimbatore Krishnarao Prahalad, ou C.K. Prahalad (1941 - 2010 ), como foi conhecido, foi um indiano-americanizado, doutor em Administração por Harvard, professor titular de estratégia corporativa do programa de MBA da Universidade de Michigan, conselheiro do governo indiano para empreendedorismo, além de ter sido consultor em inúmeras empresas multinacionais, como Kodak, Motorola, Cargill, Philips e também autor de livros muito procurados. Foi considerado o mais influente pensador do mundo dos negócios.
Escreveu The multinational mission: balancing local demands and global vision e do best-seller Competindo pelo futuro, com Gary Hamel e publicado em 20 idiomas. O futuro da competição e A riqueza na base da pirâmide também se tornaram rapidamente grandes sucessos de vendas, e são algumas das suas últimas obras.
Muitos de seus artigos foram publicados nos mais importantes jornais e revistas do mundo e receberam diversos prêmios como o McKinsey Prize (melhor artigo do ano publicado na Harvard Business Review) por dois anos consecutivos,o prêmio de melhor artigo da década publicado no Strategic Management Journal e o European Foundation for Management Award.

## O pensamento indiano de Prahalad
O pensamento indiano de Prahalad – como assim é conhecido – é fruto de suas teses de ontem; ele foi um dos poucos acadêmicos da elite que alertou quanto às mudanças no panorama mundial de negócios, quanto à importância do consumidor na base da pirâmide. Seus famosos estudos e teorias não são recentes; na verdade ele advertiu há muito tempo o mundo dos negócios  quanto às suas “profecias” econômicas.
As empresas e as instituições financeiras ainda não aprenderam a lidar com essa população da base da pirâmide. Há no mundo quatro bilhões de pessoas que vivem com cerca de cinco dólares por dia. Um terço dessa população sobrevive com menos de um dólar por dia. Segundo ele, as empresas - simplesmente agindo em interesse próprio - podem melhorar a vida dessas pessoas. O caminho é criar produtos e serviços sob medida para essa parcela da população, transformando-a num gigantesco mercado consumidor.
As competências essenciais advêm do aprendizado coletivo, especialmente em relação à coordenação de habilidades de produção diversas, e à integração de múltiplas tecnologias.
O autor indiano C.K. Prahalad em "Competindo pelo futuro" contribui para o processo de formulação de estratégias empresariais, quando define um conceito sobre o que é competência essencial. Prahalad, define competência essencial como um conjunto de habilidades e tecnologias que permite a uma organização oferecer um determinado benefício aos clientes.
A perspectiva da competência essencial não é natural na maioria das empresas. Normalmente,
a noção mais básica de identidade corporativa é desenvolvida em torno de identidades
concentradas no mercado e não em torno de competências essenciais. Uma empresa deve ser vista não apenas como um portfólio de produtos ou serviços, mas também como um portfólio de competências.
Para sobreviver no mercado, a empresa precisa entregar qualidade em tudo aquilo que faz. Para crescer e se perpetuar, a empresa desenvolve competências essenciais. Portanto, competências essenciais não são especificas de produtos, mas contribuem para a competitividade de uma gama de produtos ou serviços, e podem até transcender as unidades de negócios da organização. As competências essenciais têm um impacto profundo sobre o potencial de crescimento e diferenciação competitiva de uma empresa. Prahalad entende que, em um mercado altamente competitivo, seria extremamente difícil para qualquer empresa, começando do "zero", alcançar rapidamente as competências em comunicação sem fio da Nokia ou o design inovador da Apple, e o saber fazer motores Honda.
A integração entre as áreas de conhecimento da organização é a marca da autenticidade das competências essenciais. Fica muito difícil uma competência essencial se basear inteiramente em um único indivíduo ou em uma pequena equipe. É essencial fomentar a inovação nas unidades organizacionais, permitindo que as pessoas experimentem, aprendendo com os erros e correndo riscos, implantando uma cultura aberta e questionadora, tornando assim o processo de estratégias bastante democrático. Uma competência essencial pode ser uma fonte de vantagem competitiva, pois é uma competitividade única e contribui para o valor percebido pelo cliente ou para o custo, mas nem toda vantagem competitiva constitui uma competência essencial.

## A competição - rumo ao futuro
Prahalad  foi um pensador da Administração que há muitos anos previu diversos acontecimentos do mundo moderno e globalizado. Falava em uma revolução profunda, que realmente aconteceu, hoje em pleno século XXI, o mundo alcançou o futuro do passado previsto por Prahalad, mas ainda há muitos universos a serem descobertos no mundo da gestão, engenharia e tecnologia. Cada oportunidade que o mundo abraçou nos últimos anos também é inerentemente global. É improvável que um único país ou região isolada controle todas as tecnologias e habilidades necessárias para transformar essas oportunidades em realidade. Esses mercados surgirão em velocidades diferentes ao redor do mundo e qualquer empresa que espere estabelecer um papel de liderança terá que colaborar e aprender com os primeiros clientes, fornecedores de tecnologia e fornecedores em modo geral, independentemente de onde eles estejam. A distribuição global será necessária para captar as recompensas da liderança e amortizar totalmente os investimentos associados. O futuro é agora.

## Competição pelo presente versus competição pelo futuro
Alianças se formaram competências reunidas, experimentos foram conduzidos na esperança de captar uma fatia das oportunidades que o mundo apresentou, e assim o futuro foi se construído até chegar nos dias de hoje. Portanto, a questão a respeito de quais empresas ou países criam o futuro está longe de ser acadêmica. Os riscos são altos. A riqueza de uma empresa e dos países onde ela opera depende amplamente do seu papel na criação dos mercados do amanhã e de sua capacidade de captar uma fatia desproporcional de receitas e lucros associados.
O fato central da estagnação e da falta de evolução das empresas, das pessoas é a incapacidade de prever e participar das oportunidades do futuro, isso empobrece qualquer empresa e até mesmo nações. O futuro não é uma extrapolação do passado. Novas estruturas industriais sucederão as antigas. Oportunidades que á primeira vista parecem evolucionárias mostrar-se-ão revolucionárias. Novos nichos de mercado de hoje transformaram-se em mercados de massa no futuro. Para competir pelo futuro com sucesso, os gerentes seniores precisam primeiro compreender quais são exatamente as diferenças entre a competição pelo futuro e a competição pelo presente. A competição pelo futuro é uma competição pela participação nas oportunidades, e não pela participação no mercado. É uma competição pela maior participação nas oportunidades futuras potencialmente disponíveis à empresa dentro de uma ampla arena de oportunidades.
Criar um futuro exige algo além das empresas, algo que supere as expectativas da própria empresas e das pessoas ligadas a sua volta. Exige que a empresa desenvolva novas competências essenciais, competências que normalmente transcendem a perspectiva de uma única unidade de negócios, tanto em termos de investimento necessário, quanto de variedade de aplicações potenciais. A competição pelo futuro vai ainda além, pois ele precisa se distanciar do sentimentalismo voluntarioso. A falta de uma razão comercial não significa quer se deva assumir um compromisso com um investimento colossal, atrelado a esquema fantasioso.

## Inovação como prática sustentável nas organizações
Prahalad em parceria com o professor Krishnan no livro “A nova era da inovação”   descreve como os objetivos das Organizações são alcançados pela co-criação do valor ofertado ao cliente, por meio de novos processos internos, integrando habilidades com os recursos disponíveis, além da formação de novas equipes e atitude de gestores para reinventarem seu próprio negócio a partir da personalização das experiências dos indivíduos, em qualquer mercado, por causa das necessidades específicas de cada consumidor ao utilizar o produto. 
Por isso é necessário que as Organizações compreendam as mudanças ocorridas, onde estão transformando um simples produto para serviços e soluções agregadas, como uma forma de sobrevivência da empresa no futuro, bem como fonte de vantagem competitiva para um crescimento sustentável. Assim, essas mudanças, decorrentes dos novos relacionamentos com os clientes, possibilitou que o próprio consumidor decida e reinvente suas experiências, baseadas em suas próprias expectativas atendidas pela liberdade de poderem escolher como aproveitar o produto, pressionando as empresas a inovarem cada vez mais, criando plataformas que levam qualidade para um número maior de pessoas, sendo acessível e satisfazendo um cliente por vez. Apesar disso, faltam nas Organizações ações para mudar uma cultura que muitas vezes está rígida e fica impedida de práticas inovadoras, sendo as oportunidades pouco observadas pelos gestores, tornando as áreas e processos obsoletos, que causam impactos na estratégia e na atividade principal da empresa.  
Os autores ainda utilizaram os termos “arquitetura técnica”, chamado de TIC, que são os sistemas de tecnologia de informação e comunicação, que funcionam como uma parte mais técnica e uso de softwares para obter os resultados.  Já a “arquitetura social” seria o lado composto pela estrutura organizacional, envolvendo poder decisório, além do sistema de gestão de desempenho que são desenvolvidas por práticas de Recursos Humanos. Assim, para uma melhor competitividade, as empresas têm que desenvolverem processos internos que funcionem como um fator crítico dentro da estratégia, com banco de dados que transformem modelos de negócios com contínua capacidade analítica para inovarem alinhados com um sistema integrado de gestão.

## Livros de sua autoria
- PRAHALAD, C. K. e HAMEL, G. "Strategic Intent". Harvard Business Review, p. 63-76, May/June, 1985.
- PRAHALAD, C. K. e HAMEL, G. "The core competence of the corporation". Harvard Business Review, v. 90, n. 3, p. 79-91, May/June, 1990.
- PRAHALAD, C. K. e HAMEL, G. "A Competência Essencial da Corporação" In Montgomery, e Porter. "Estratégia: a busca da vantagem competitiva". Rio de Janeiro: Campus, p 293-316, 1998.